# Хрестовоздвиженський храм (Дніпро)
Хрестовоздвиженський храм — найстаріша церква Дніпра, пам'ятка архітектури місцевого значення.

## Історія
Грамоту на зведення храму на території козацької слободи Діївка було видано 10 травня 1803. Будівництво розпочалося наприкінці липня того ж року коштом родини військового старшини Максима Дія, засновника слободи. Освячення й відкриття церкви відбулося 1812 року (за іншою інформацією — 1817). Таким чином, Хрестовоздвиженський храм претендує на звання найстарішого на території сучасного Дніпра. Інший претендент — Миколаївська церква в Кодаках, будівництво якої почалося пізніше, утім завершилося на декілька років раніше.
В 1900 —1903 роках до церкви було добудовано двоярусну дзвіницю у псевдо-російському стилі. Приблизно в той же час зведено цегляну огорожу з виразною південною брамою у стилі українського необароко.
1919 року більшовиками на території храму були розстріляні настоятель Григорій Станіславський та його родина. Відтоді і до німецької окупації міста у 1941 Хрестовоздвиженський храм був зачинений для віруючих та використовувався у господарчих цілях.
В 1970-ті приватну забудову північної сторони Великої Діївської вулиці знесено для будівництва типового багатоповерхового мікрорайону, що отримав назву «Комунар». Храм дивом уник знесення, утім опинився з усіх сторін оточений висотними будівлями, що спричинило підняття рівня ґрунтових вод та регулярні підтоплення.
За рішенням міської ради (від 21 січня 2002 року) має статус «нещодавно виявленої пам'ятки архітектури місцевого значення». У середині 2010-х храм капітально реставровано.

## Світлини

Вид на храм до реставрації
Вид на храм
Південна брама до реставрації
Купола
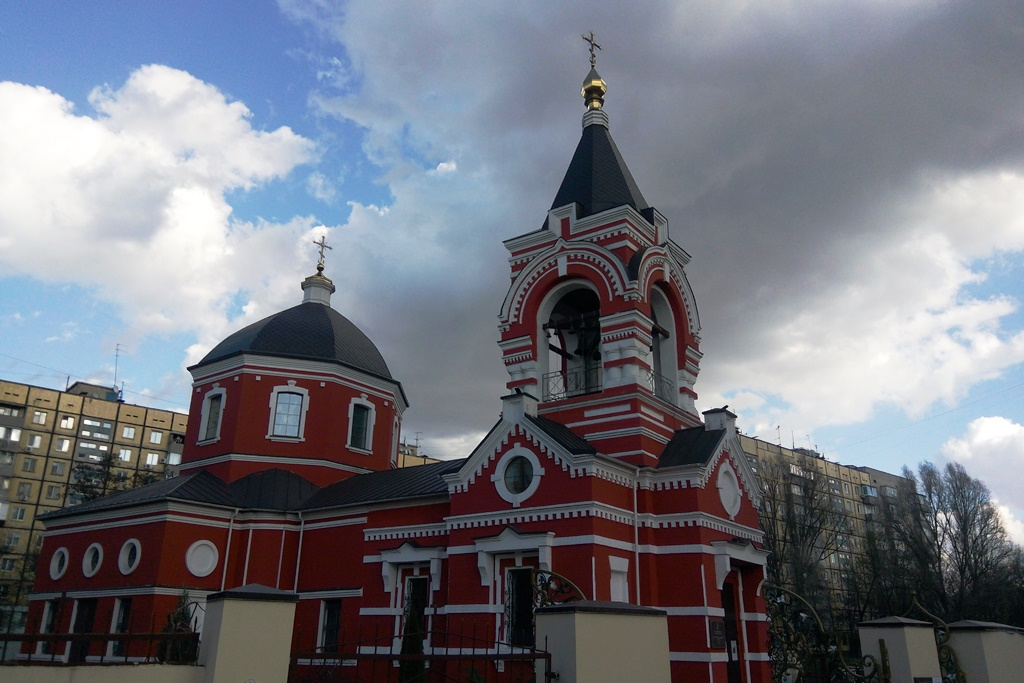
Вид на Свято-Хрестовоздвиженський храм після реставрації (2020)